# Pedro de Vargas y Maldonado
Pedro de Vargas Maldonado López de Carrizosa y Perea. II Marquès consort de Campo Fuerte (Jerez de la Frontera, 5 de gener de 1680 - Madrid, 31 de desembre de 1758) fou un aristòcrata i militar espanyol, breument capità general de Catalunya durant el regnat de Ferran VI d'Espanya.
Va ingressar a l'exèrcit espanyol el 1695. Va lluitar en la Guerra de Successió Espanyola, en la qual va ascendir al rang de sergent major el 1712. Va participar en la batalla d'Alguaire i en la batalla d'Almansa. En acabar la guerra ja tenia el grau de coronel i fou destinat al regiment d'infanteria del Piemont. El 1720 fou destinat a Portugal i el 1724 fou nomenat inspector de la Infanteria Espanyola a València i Múrcia. El 1733 ascendí a brigadier i després a mariscal de camp. De 1739 a 1745 fou governador militar de Ceuta. El 1741 fou ascendit a tinent general i el 1746 fou breument capità general de Catalunya. De 1748 a 1753 fou capità general d'Extremadura i el juny de 1753 fou nomenat conseller de capa i espasa del Consell de Guerra. El 1749 va participar en la junta per la reforma de les ordenances militars.